# Martha Sánchez
Martha Sánchez Salfrán (ur. 17 maja 1973 w Holguín) – kubańska siatkarka, reprezentantka kraju.
Mistrzyni olimpijska z 2000 r. z Sydney.
W 1998 r. zdobyła złoty medal mistrzostw Świata. Do sezonu 2011/2012 występowała w Azerskiej Superlidze w drużynie Lokomotiv Baku.